# 浦卫公路
浦卫公路是中华人民共和国上海市西南部的一条公路，位於上海市奉賢區和金山區。一段為南北走向，該段北起大葉公路接在建闵浦三桥，南與莊胡公路上海绕城高速公路跨线桥相接；另一段则為東西走向，位于庄胡公路跨线桥南堍，西與金山大道相接，東至莊胡公路、天華路口和港漕公路相接。浦衛公路與2006年2月25日开工，2007年1月10日建成通車。
该道路共分2段，奉贤段（闵浦二桥—庄胡公路）及金山段（庄胡公路以西）被编为上海省道223的一部分，而金山段中港漕公路以西至规划漕卫公路（长3.069千米）是中華人民共和國228國道的一部分。